# Călătoria în timp în ficțiune
Călătoria în timp este o temă comună în ficțiune și a fost înfățișată într-o varietate de produse media, ca de exemplu în literatură, televiziune, film și reclame.
Conceptul de călătorie în timp prin mijloace mecanice a fost popularizat în romanul lui H. G. Wells din 1895, Mașina timpului. În general, povestirile de călătorie în timp se concentrează pe consecințele călătoriilor în trecut sau în viitor. Premisa centrală a acestor povestiri adesea implică schimbarea istoriei, intenționat sau întâmplător, și metodele prin care modificarea trecutului schimbă viitorul și creează un prezent sau viitor modificat pentru călătorul în timp, atunci când acesta se întoarce de unde a plecat. Unele povestiri se concentrează exclusiv asupra paradoxurilor și a istoriei alternative care apar odată cu călătoria în timp, mai degrabă decât cu perioada călătoriei în sine. De obicei povestirile sunt însoțite de un comentariu social, întrucât călătoriile în timp oferă un „efect de distanțare necesar” care permite științifico-fantasticului să abordeze problemele contemporane în moduri metaforice.
Călătoria în timp în ficțiunea modernă este uneori realizată prin scurtături în spațiu și timp, bazate pe teoria științifică a relativității generale. Poveștile din antichitate prezentau adesea călătoriile în timp spre viitor printr-o alunecare în timp provocată de o călătorie sau prin somn sau, în alte cazuri, călătoria în trecut are loc prin mijloace supranaturale, de exemplu călătorii sunt purtați de îngeri sau de fantome.

## Teme ale călătoriei în timp

### Schimbarea trecutului

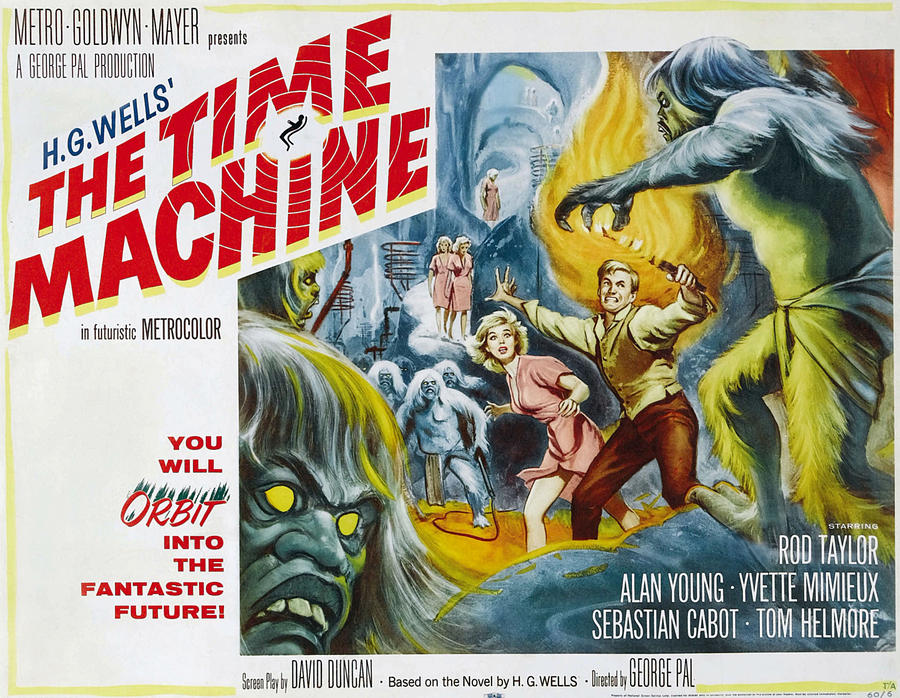
Poster pentru adaptarea filmului din 1960 a romanului lui H.G. Wells

Ideea schimbării trecutului este contradictorie din punct de vedere logic și are ca rezultat paradoxul bunicului. Paul J. Nahin, care a scris pe larg despre tema călătoriilor în timp în ficțiune, a  afirmat că „deși în prezent consensul este că trecutul nu poate fi schimbat,  scriitorii de științifico-fantastic au folosit ideea schimbării trecutului pentru a realiza o povestire bună".:267 Călătoria în timp în trecut și precogniția fără posibilitatea de a schimba evenimentele pot duce la bucle cauzale.
Posibilitatea ca personajele să schimbe din greșeală sau intenționat trecutul a dat naștere ideii de „poliție a timpului”, cu persoane însărcinate să împiedice astfel de schimbări prin călătorii în timp pentru a rectifica astfel de schimbări.

#### Viitor alternativ,istorie alternativă, linii de timp și dimensiuni
Un viitor alternativ este un viitor posibil care nu se întâmplă niciodată, de obicei atunci când cineva călătorește înapoi în trecut și îl modifică astfel încât evenimentele viitorului alternativ să nu poată avea loc, sau când o comunicare din viitor către trecutul a produs o schimbare care alterează viitorul.:165 Pot exista istorii alternative paralele, călătorul în timp ajungând de fapt în dimensiuni diferite pe măsură ce schimbă timpul. 

#### Efectul fluturelui
Efectul fluturelui reprezintă noțiunea că evenimentele mici pot avea consecințe mari și larg răspândite. Termenul descrie evenimentele observate în teoria haosului în care o schimbare foarte mică în condițiile inițiale are ca rezultat rezultate foarte diferite. Termenul a fost inventat de matematicianul Edward Lorenz la ani de zile după ce a fost descris pentru prima dată fenomenul.
Efectul fluturelui a intrat în imaginația populară. De exemplu, în povestirea scurtă a lui Ray Bradbury din 1952 „Detunătura”, uciderea unei singure insecte cu milioane de ani în trecut schimbă drastic lumea, iar în filmul din 2004 The Butterfly Effect, micile schimbări ale protagonistului în trecut au ca efect schimbări extreme.

### Comunicare din viitor
În literatură, comunicarea din viitor ca element al narațiunii apare în diverse povestiri science-fiction și de fantezie. Forrest J. Ackerman a menționat în antologia sa Best Science Fiction for 1973 că „tema de a pune mâna pe ziarul de mâine este una recurentă”. Un exemplu timpuriu al acestui dispozitiv poate fi găsit în povestirea lui H.G. Wells din 1932 „The Queer Story of Brownlow's Newspaper”, care spune povestea unui om care primește o hârtie scrisă cu 40 de ani din viitor. Filmul din 1944 S-a întâmplat mâine prezintă, de asemenea, acest element narativ, cu protagonistul care a primit ziarul de a doua zi de la un coleg în vârstă (care se dovedește a fi, eventual, o fantomă). Antologia lui Ackerman evidențiază și o povestire a lui Robert Silverberg, "What We Learned From This Morning's Newspaper" -- „Ce am învățat din ziarul acestei dimineți”.  În această povestire, un bloc de proprietari descoperă că pe 22 noiembrie, ei au primit New York Times pentru următoarea zi, 1 decembrie. :38 În timp ce personajele află despre evenimentele viitoare care îi vor afecta printr-un ziar emis cu o săptămână mai devreme, efectul final este că acest lucru „supără viitorul, încât spațiul este distrus”. :165 Serialul de televiziune Early Edition, inspirat din filmul S-a întâmplat mâine, este tot despre un personaj care a primit zilnic ziarul din ziua următoare:235 și care a căutat să schimbe un eveniment prognozat că se va întâmpla.  
Un ziar din viitor poate fi o ediție fictivă a unui ziar real sau a unui ziar cu totul fictiv. Romanul lui John Buchan, The Gap in the Cortrtain, prezintă o premisă similară pentru un grup de oameni cărora li s-a permis să vadă, pentru o clipă, un articol din ziarul Times de anul viitor. În timpul alegerilor generale suedeze din 2006, Partidul Liberal Suedez a folosit afișe electorale care arătau ca niște ziare cu știri, numite Framtidens nyheter („Știrile viitorului”), care prezentau lucruri care ar fi devenit realitate în Suedia în concepția partidului respectiv.
O comunicare din viitor ridică întrebări despre capacitatea oamenilor de a-și controla destinul. :165 Dacă destinatarului i se permite să presupună că viitorul este maleabil și dacă viitorul prognozat îl afectează într-un fel, atunci acest dispozitiv servește ca o explicație convenabilă a motivațiilor sale. În filmul S-a întâmplat mâine, evenimentele descrise în ziar au loc, iar eforturile protagonistului de a evita acele evenimente au creat circumstanțe care, în schimb, le determină să aibă loc. În schimb, în serialul Early Edition, protagonistul este capabil să prevină cu succes catastrofele prevăzute în ziar, cu toate că dacă protagonistul nu face nimic, aceste catastrofe totuși au loc. 
Romanul grafic Steins; Gate prezintă personaje care trimit mesaje text scurte înapoi în timp pentru a preveni dezastrul, doar pentru a descoperi că problemele lor sunt exacerbate din cauza faptului că nu știu cum persoanele din trecut vor utiliza informațiile.
În povestirea "The Queer Story of Brownlow's Newspaper" ziarul nu este adus de către poștaș, ci de alte mâini. La fel ca în filmul S-a întâmplat mâine, nici în serialul TV Early Edition nu este oferită nicio explicație privind sursa (ziarului cu) știrile din viitor. Forrest J. Ackerman sugerează că cu cât autorii vor dori să păstreze povestea cu... ziarul de săptămâna viitoare - acum[...] cu atât va deveni mai dificil să scoată un nou iepure din pălărie.

### Precogniție
Precogniția a fost explorată ca o formă de călătorie în timp în ficțiune. Autorul J.B. Priestley a scris despre asta atât în ficțiune, cât și în non-ficțiune, analizând mărturiile despre precogniție și alte „anomalii temporale” în cartea sa Omul și timpul -- Man and Time. Cărțile sale includ călătoria în timp în viitor prin vis, care la trezire are ca rezultat amintiri din viitor. Astfel de amintiri, scrie el, pot duce, de asemenea, la sentimentul de deja vu, că evenimentele prezente au fost deja trăite și sunt acum re-trăite. Precogniția infailibilă, care descrie viitorul așa cum este el cu adevărat, duce la bucle cauzale, o formă analizată în paradoxul lui Newcomb. Filmul 12 Monkeys tratează intens temele predestinării și complexul Cassandra, în care protagonistul care călătorește în timp explică că nu poate schimba trecutul.

### Bucla de timp
O „buclă de timp” sau „buclă temporală” este un dispozitiv al narațiunii în care perioadele de timp sunt repetate și reexperimentate de personaje, și există adesea o speranță de a ieși din ciclul repetării. Buclele de timp sunt uneori denumite bucle cauzale,  dar aceste două concepte sunt distincte. Deși similare, buclele cauzale nu pot fi schimbate și au o origine proprie, în timp ce buclele de timp se resetează constant. Într-o buclă de timp când se îndeplinește o anumită condiție, cum ar fi moartea unui personaj sau un ceas care atinge un anumit timp, bucla începe din nou, cu unul sau mai multe personaje reținând amintirile din bucla anterioară. Poveștile cu bucle de timp se bazează în mod obișnuit pe acumularea unor cunoștințe a acestor personajelor din fiecare buclă succesivă în timp.  

### Paradox în timp
Multe lucrări de călătorie în timp explorează tema perturbării cauzalității care duce la paradoxuri în timp. Unul dintre cele mai des menționate în literatura de călătorie în timp este cunoscut sub numele de paradoxul bunicului. Multe opere de ficțiune explorează ce s-ar întâmpla dacă un călător în timp ar merge înapoi în timp și ar schimba trecutul, de exemplu dacă și-ar ucide propriii bunici.

### Alunecare în timp
O alunecare în timp este un element al narațiunii folosit în fantezie și științifico-fantastic în care o persoană sau un grup de oameni par să călătorească în timp prin mijloace necunoscute pentru o perioadă de timp. Ideea de alunecare de timp a fost utilizată de un număr de scriitori de SF și fantezie la sfârșitul secolului al 19 - lea, ca de exemplu Mark Twain cu Un yankeu la curtea regelui Arthur, care a avut o influență considerabilă  mai târziu asupra altor scriitori. Acesta este unul dintre principalele elemente ale narațiunii în poveștile de călătorie în timp, celălalt fiind o mașină a timpului. Diferența este că, în poveștile de alunecare în timp, protagonistul nu are, de obicei, niciun control și nu înțelege procesul (adesea nici nu este explicat) și este lăsat uimit într-un timp trecut și trebuie să profite de el, sau este în cele din urmă. returnat de un proces la fel de imprevizibil și necontrolat. Acest element ale narațiunii  este de asemenea popular în literatura pentru copii.

### Turism în timp
Un „subgen distinct”  explorează posibilitatea ca această călătorie în timp să fie folosită ca mijloc de turism, cu călătorii curioși să viziteze perioade sau evenimente precum Era Victoriană, Răstignirea lui Hristos sau un moment în care dinozaurii ar putea fi urmăriți (sau vânați) sau pentru a întâlni figuri istorice precum Abraham Lincoln sau Ludwig van Beethoven. Această temă poate fi abordată din două direcții. Un exemplu timpuriu de turiști din ziua de azi care călătoresc înapoi în trecut este lucrarea lui Ray Bradbury A Sound of Thunder (1952), în care protagoniști sunt vânători care călătoresc în trecutul îndepărtat pentru a vâna dinozauri. Un prim exemplu de alt tip, în care turiștii din viitor vizitează prezentul, este în lucrarea lui  Catherine L. Moore și Henry Kuttner Vintage Season(1946), o povestire care a fost selectată pentru a fi incluse în volumul doi  al colecției The Science Fiction Hall of Fame.

### Nemurire
Cazurile de nemurire sunt predominante în ficțiunea de călătorie în timp. Oxford definește nemurirea ca „o capacitate de a trăi pentru totdeauna; viața veșnică”. O caracteristică distinctă sunt avertismentele nemuritorilor care călătoresc în timp către alte personaje despre pericolele călătoriilor în timp. Câteva exemple sunt ființele din dimensiunea a 4-a din Rick și Morty, profesorul Paradox din Ben 10 și Doctorul din Doctor Who. 

### Război al timpului
Encyclopedia of Science Fiction descrie un război al timpului ca un război fictiv care este „luptat de-a lungul timpului, de obicei, fiecare parte cunoscând călătoria în timp ... în încercarea de a stabili ascendența uneia sau a altei versiuni a istoriei”. Războaiele timpului sunt cunoscute și sub numele de „războaie de schimbare” și „războaie temporale”.
P. Nahin compune o varietate de exemple de lucrări de ficțiune care ridică probleme încadrate ca apărute într-un război al timpului: 

### Hitler și al doilea război mondial
În ficțiunea occidentală, o utilizare obișnuită a tehnologiei de călătorie a timpului este de a călători înapoi în timp și de a încerca să-l ucidă pe Adolf Hitler în încercarea de a evita cel de-al Doilea Război Mondial și Holocaustul.
Ficțiunea care aplică Principiul lui Novikov al auto-consistenței potrivit căreia trecutul nu poate fi schimbat are ca rezultat scenarii în care încercările de a-l asasina pe Hitler sau de a evita războiul sunt destinate să eșueze sau în cazul în care acestea au 'succes' de fapt duc la ridicarea la putere a lui Hitler pe măsură ce istoria o înregistrează. Ficțiunea care permite schimbarea trecutului explorează adesea consecințele neintenționate ale călătoriei în timp sau efectul fluture, ceea ce duce la câștigarea celui de-al doilea război mondial de către Germania și Japonia. Acest rezultat este explorat și în ficțiuni ca  Omul din castelul înalt sau Marele joc al timpului.   